# Escargot

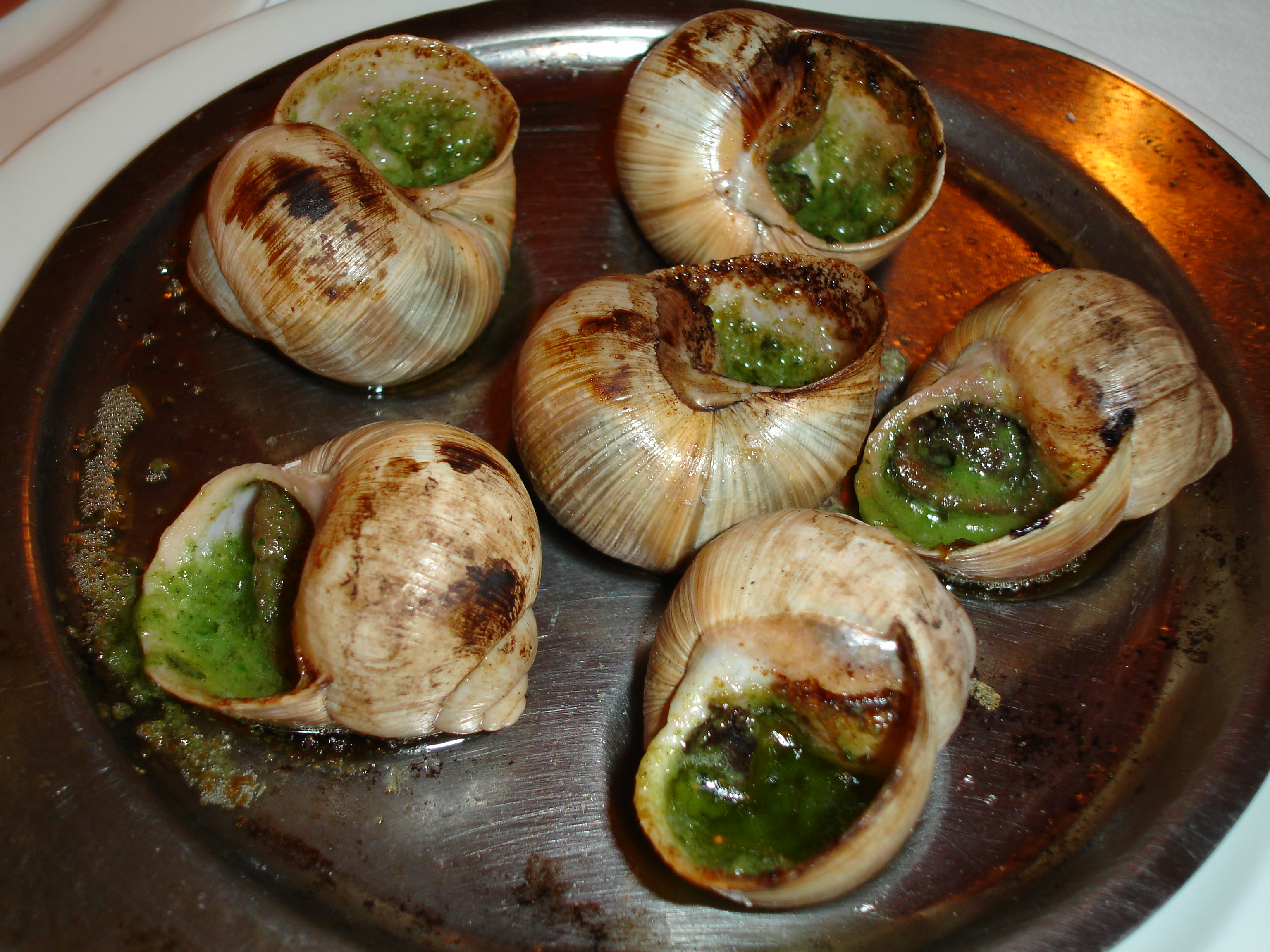
Vitlöksgratinerade snäckor.

Escargot, Escargot de bourgogne, är en fransk maträtt bestående av vitlöksgratinerade landsnäckor (oftast vinbergssnäcka) som äts direkt ur skalet. Ofta kallas rätten för "sniglar" men det är alltså de skalförsedda snäckorna som äts och inte de skallösa sniglarna.